# Alice Brady
Alice Brady (New York, 2 november 1892 - aldaar, 28 oktober 1939) was een Oscarwinnende, Amerikaanse actrice.

## Carrière
Alice Brady maakte kennis met de filmindustrie in 1914 via haar vader, een belangrijke producer in het theater. Ze werd al gauw beroemd en speelde in de tijd van de stomme film in meer dan vijftig van die films. Toch was ze vooral te zien in het theater.
Na 1923 was ze fulltime actrice in het theater en nam afscheid van het leventje in de filmindustrie. Toch kwam ze in 1933 terug en speelde in de ene film na de andere. In 1936 werd ze genomineerd voor een Oscar voor haar rol in de film My Man Godfrey en in 1938 ontving ze een Oscar voor haar rol in In Old Chicago. Echter, ze heeft nooit iets van haar Oscar gezien. Een dief ging voor haar het podium op om het beeldje in ontvangst te nemen, voor haar absentie. Er werd nooit meer wat van de dief vernomen, net zoals van de Oscar.
Nog voordat ze een kopie kon krijgen, stierf ze op 28 oktober 1939 aan kanker. Ze zou vijf dagen later 47 jaar oud zijn geworden.

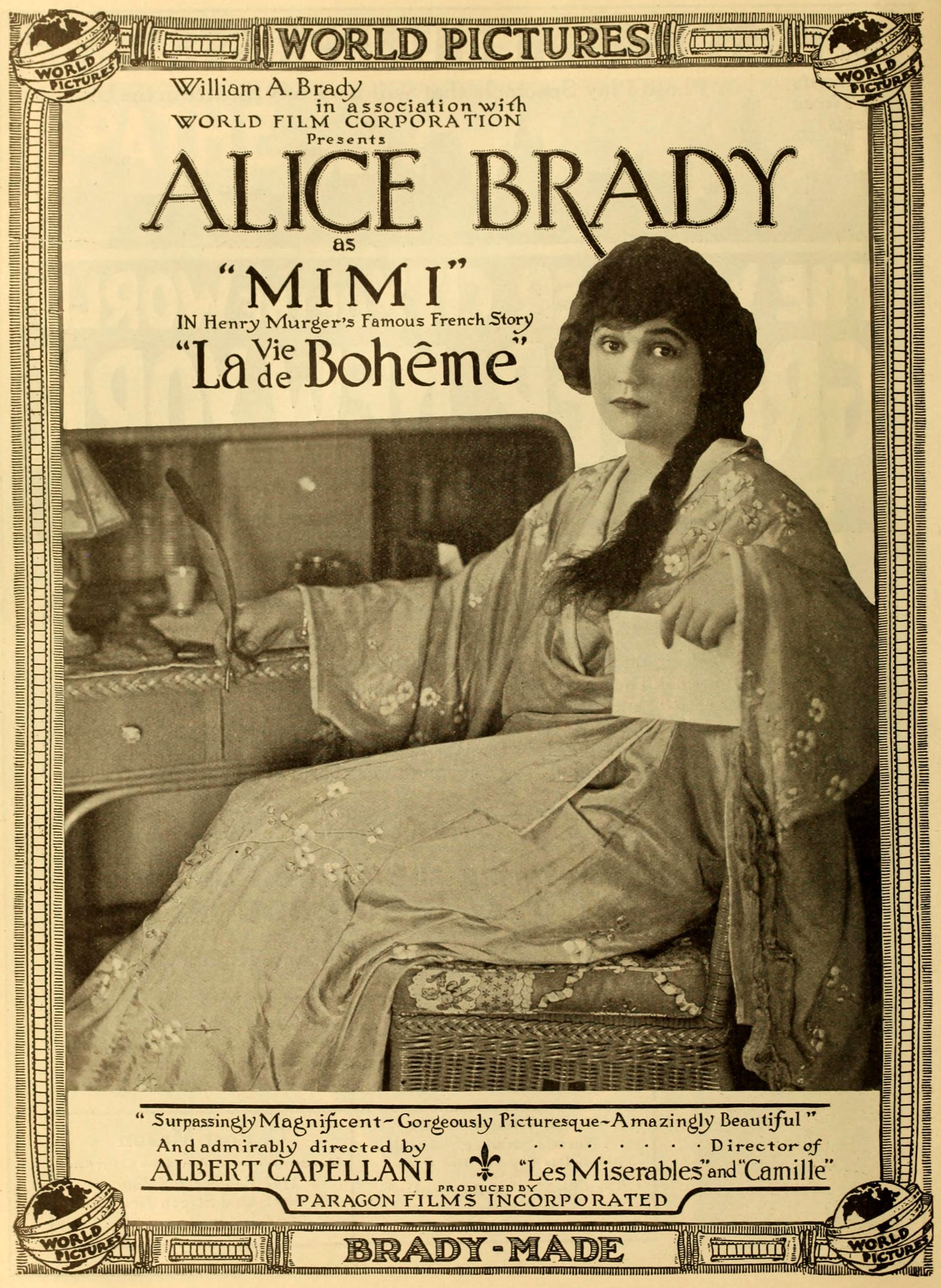
La Vie de Bohême, 1916
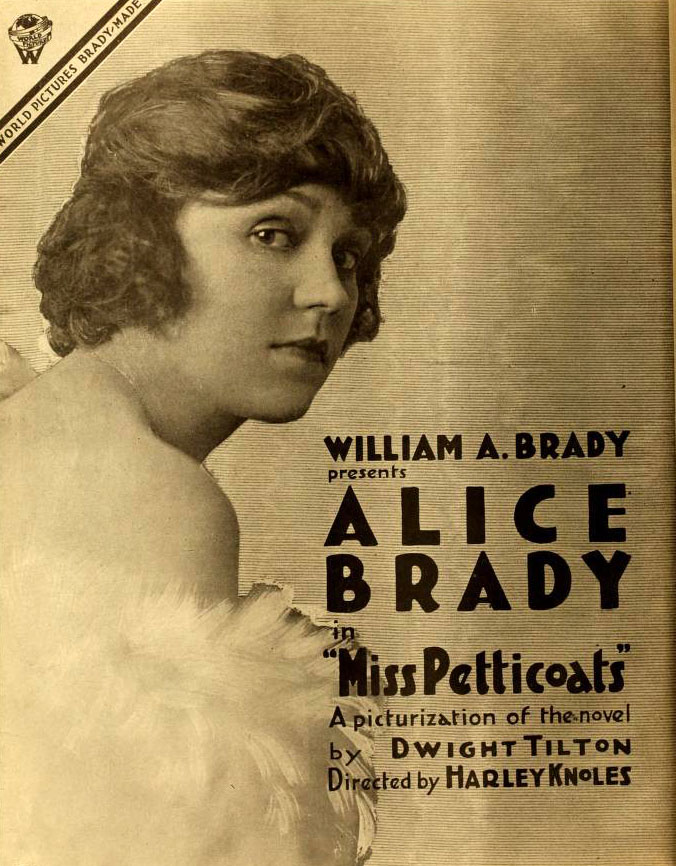
Miss Petticoats, 1916
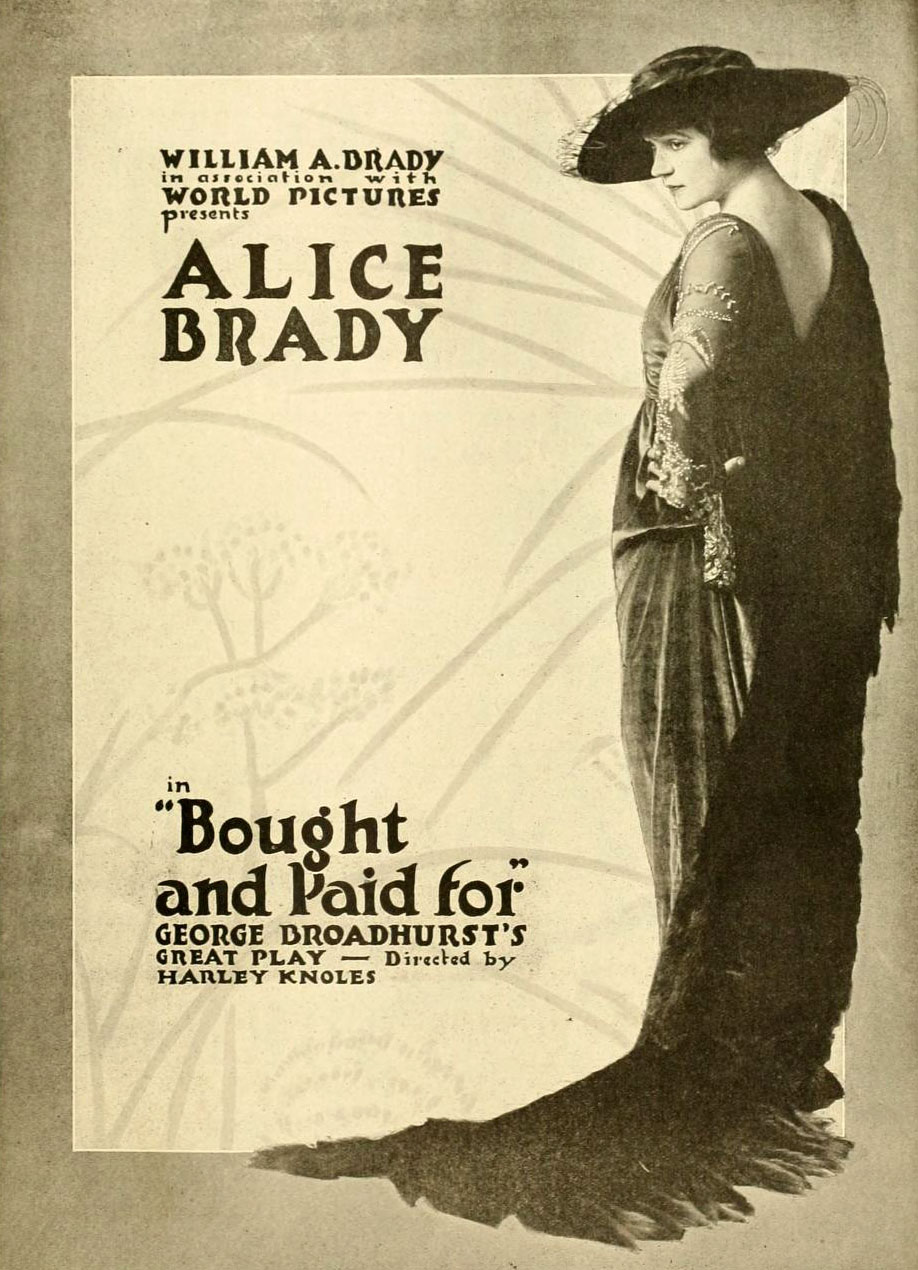
Bought and Paid For, 1916
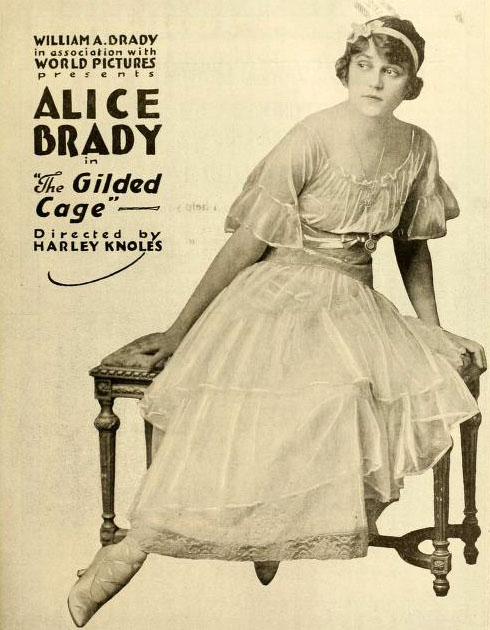
The Gilded Cage, 1916
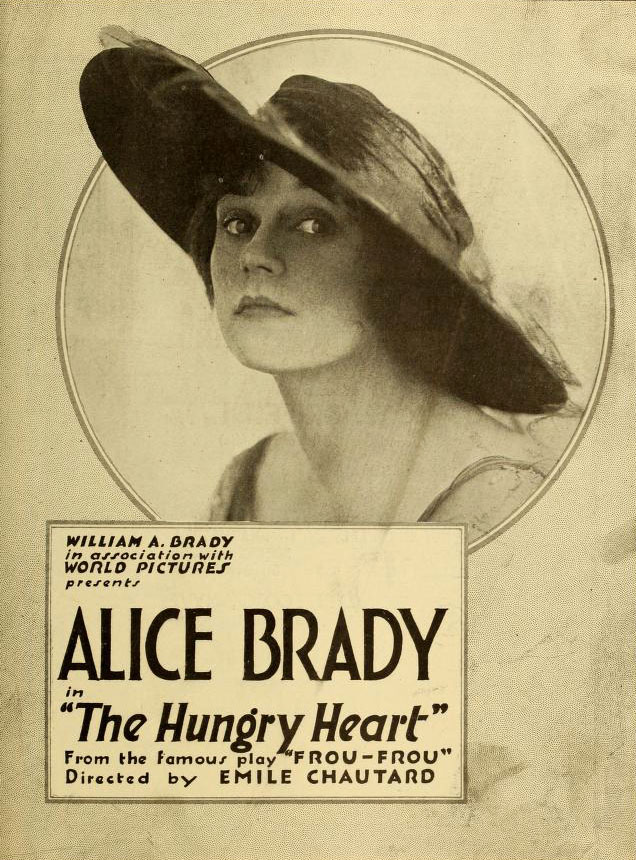
The Hungry Heart, 1917
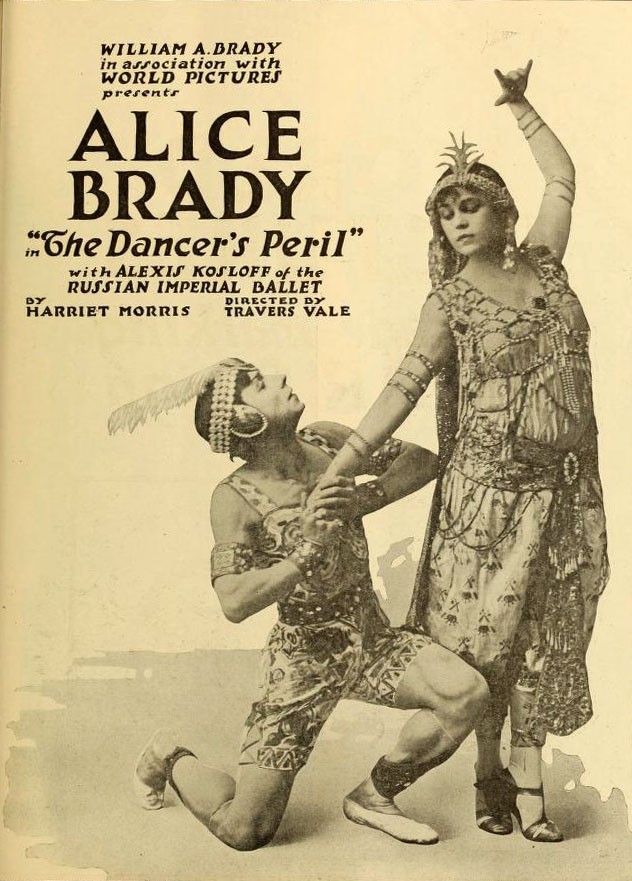
The Dancer's Peril, 1917
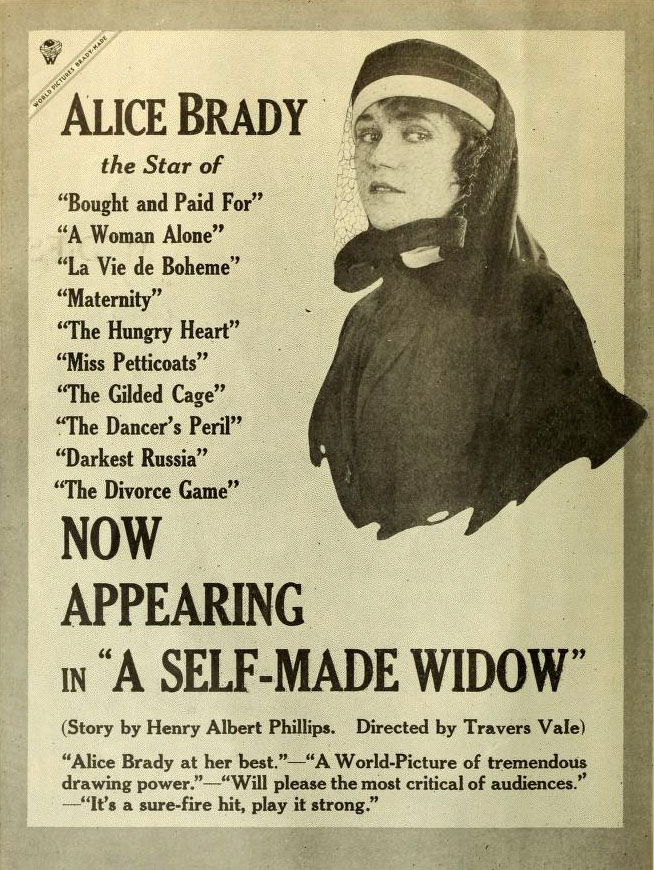
A Self-Made Widow, 1917
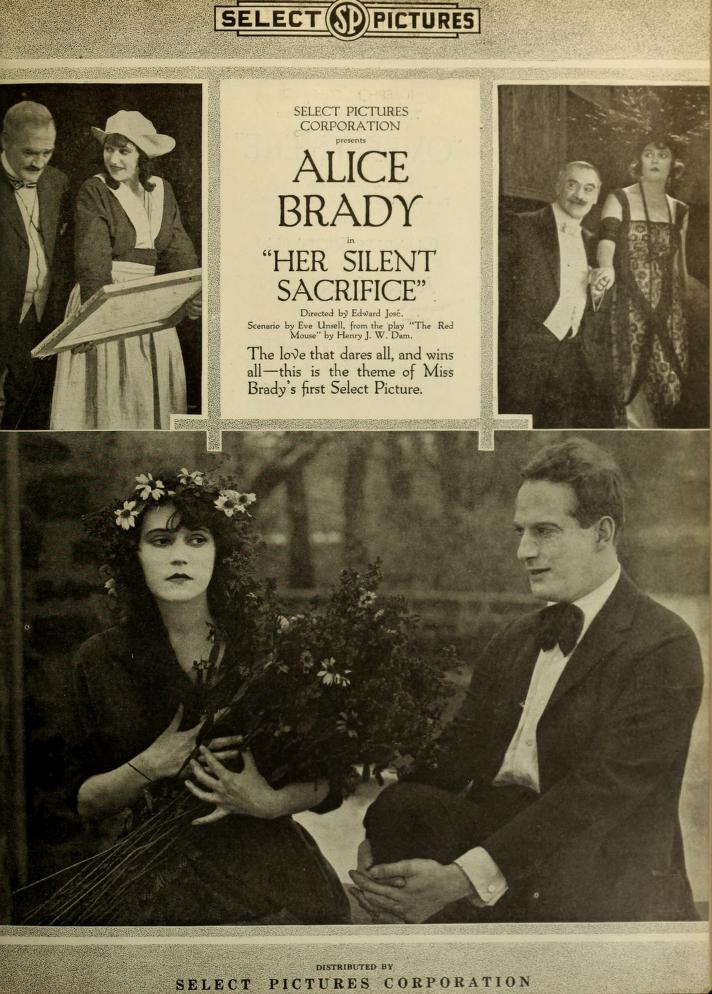
Her Silent Sacrifice, 1917
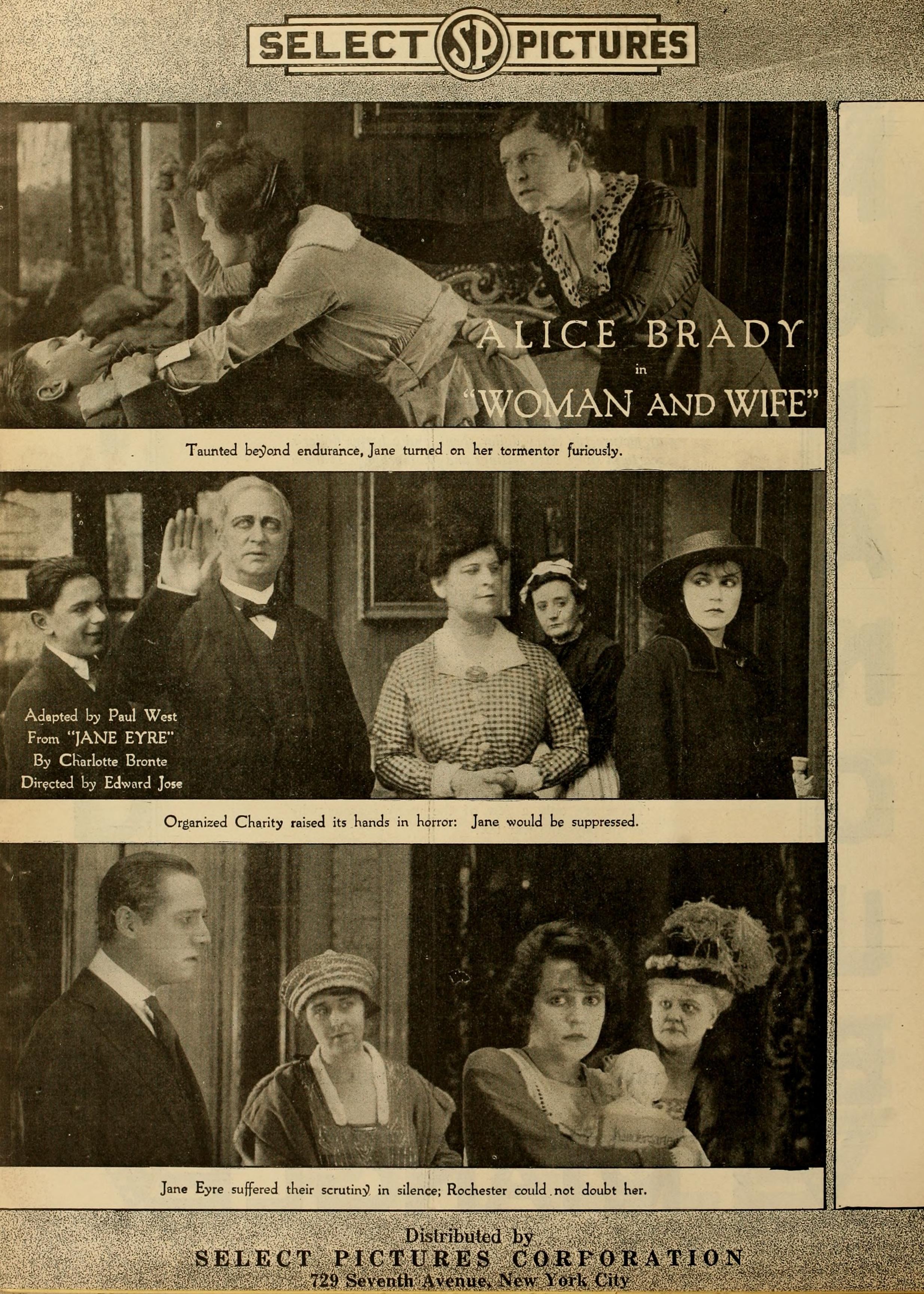
Woman and Wife, 1918
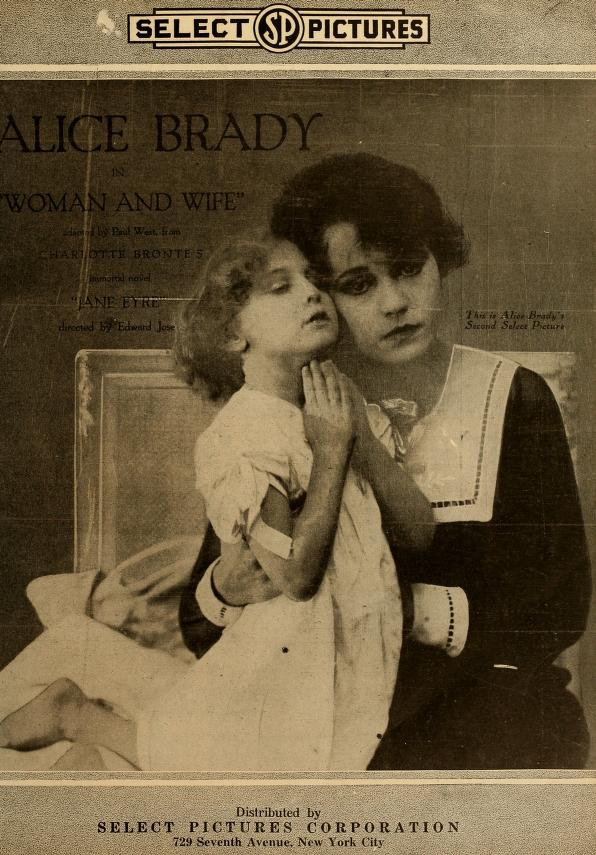
Woman and Wife, 1918
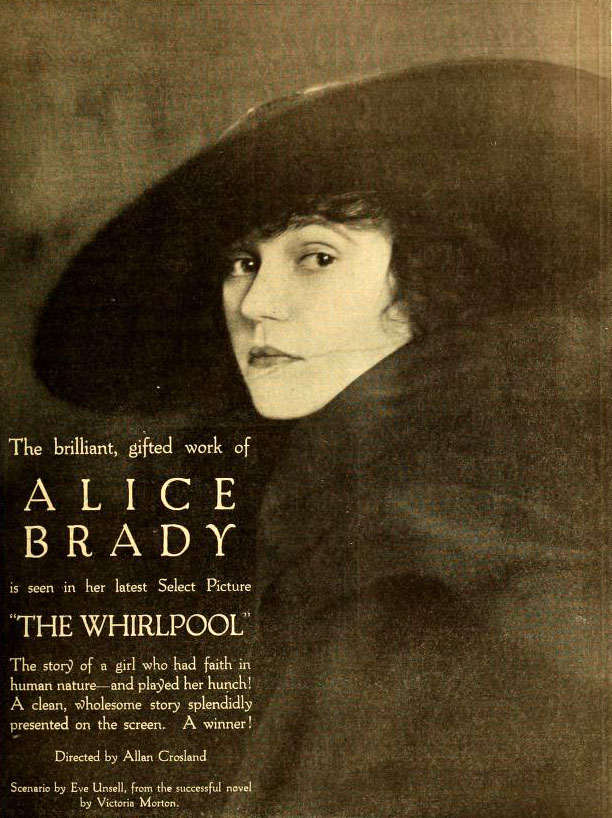
The Whirlpool, 1919
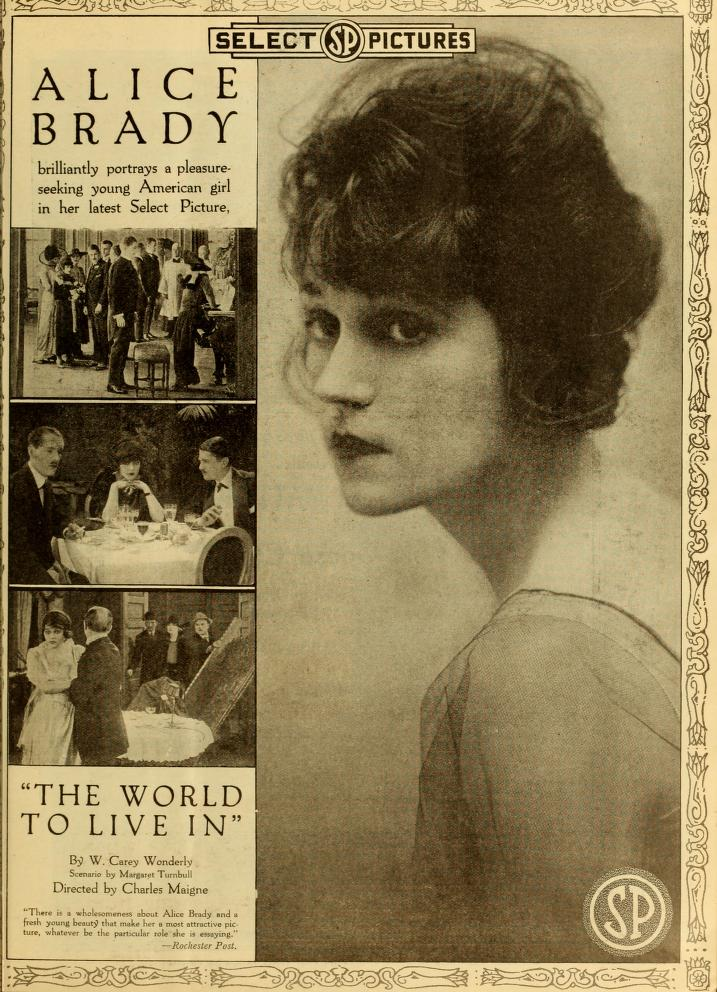
The World To Live In, 1919